# Udre Udre
Der Ratu Udre Udre war ein Fidschi-Häuptling, der im Guinness-Buch der Rekorde als der „gefräßigste Kannibale – most prolific cannibal“ der Menschheit verzeichnet ist. Im 19. Jahrhundert aß Ratu Udre Udre Berichten zufolge zwischen 872 und 999 Menschen, nach anderer Darstellung zwischen 87 und 99 oder sogar über 9000. Er sammelte einen Stein für jeden Körper, den er verspeiste; diese wurden später entlang seinem Grab in Rakiraki in der Provinz Ra im Norden der Hauptinsel Viti Levu platziert. Wie Udre Udres Sohn berichtete, vertilgte der Häuptling alle Teile seiner Opfer, insbesondere den Kopf, und bewahrte das, was er nicht sofort essen konnte, für eine spätere Mahlzeit auf.

## Biographie
Udre Udre war der Anführer eines Volkes, das im Norden der Insel Viti Levu lebte. Er stammte aus Draqara in den Nakauvadra-Bergen. Nach verschiedenen Kämpfen mit anderen Stämmen ließ er sich in einem schwer zu durchdringenden Mangrovengebiet in der Nähe der heutigen Stadt Rakiraki nieder.
In seiner Jugend wurde er als großer Krieger, aber auch als schrecklicher Tyrann beschrieben. Er betrachtete seine Opfer nicht als normale Menschen, sondern als „Kriegsbeute“ - jeder getötete und gegessene Mensch wäre eine Belohnung für seine militärischen Siege. Das Menschenfleisch, das er sich liefern ließ, stammte in der Regel aus lokalen Kriegen.
Anfangs teilte Udre Udre seine Fleischbeute mit seinen Freunden, aber nachdem England die Fidschi-Inseln erobert und das Land christianisiert hatte, weigerte er sich, sein Essen zu teilen.
Einem alten lokalen Volksglauben zufolge würde das Verschlingen von 1.000 Opfern demjenigen, der sie verschlungen hat, Unsterblichkeit sichern. Es ist also möglich, dass auch die zahlreichen Opfer von Udre Udre zu diesem Zweck verspeist wurden, aber dies ist nicht belegt.
Den Zahlen zufolge beläuft sich die Zahl der Opfer auf 872 bis 999 Personen. Die Zahl von 9.000 Menschen wurde von Richard Lyth, einem Pfarrer, der in Viti Levu in einer Missionsstation in der Nähe des Gebiets des Fidschi-Häuptlings tätig war, genannt, doch diese Zahl erscheint phantasievoll und ist wahrscheinlich eher eine Übertreibung.